# Distretto di Chugur
Il distretto di Chugur è uno dei tre distretti della provincia di Hualgayoc, in Perù. Si trova nella regione di Cajamarca e si estende su una superficie di 99,6 chilometri quadrati.

Istituito il 29 novembre 1915, ha per capitale la città di Chugur; al censimento 2005 contava 3.760 abitanti.